# SS President Hoover

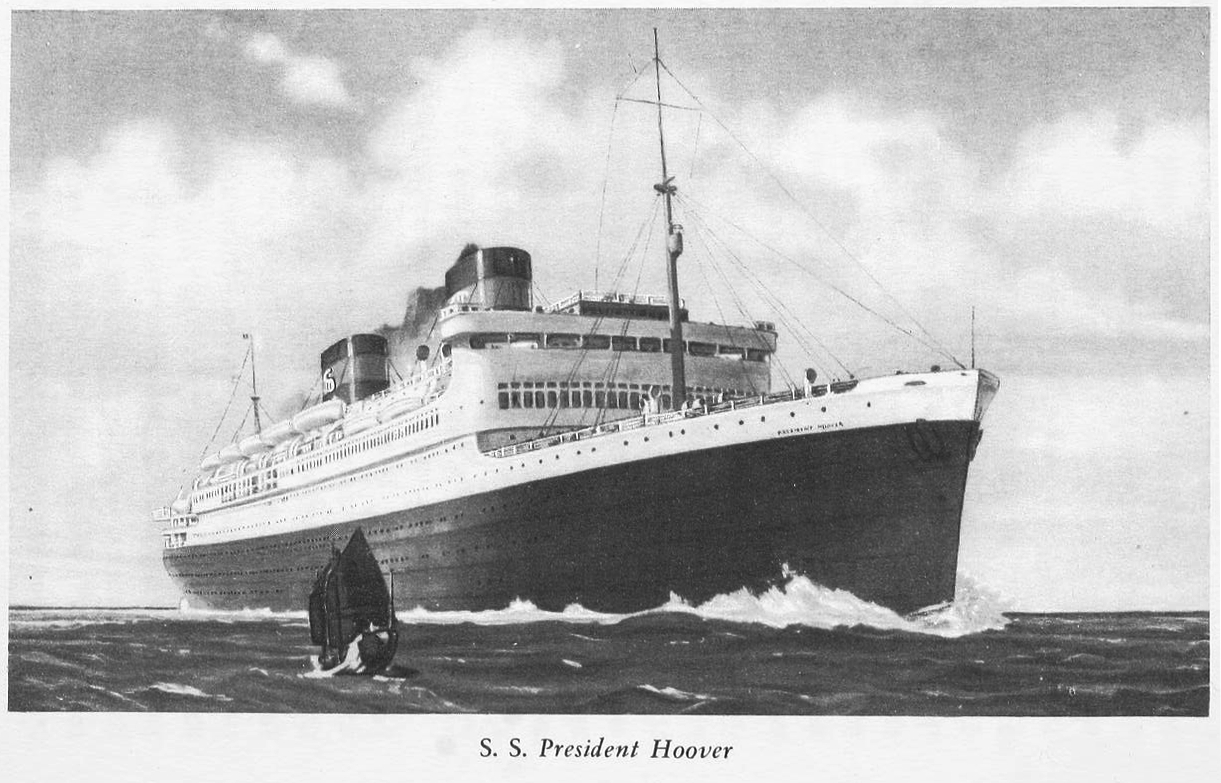
Le SS President Hoover

Le SS President Hoover est un paquebot de la compagnie Dollar Steamship Lines. Il est mis en service en 1930 et fournit un service trans-Pacifique entre les États-Unis et l'Extrême-Orient. En 1937, il s’échoue sur une île au large de Taiwan et est déclaré totalement perdu. Le SS President Coolidge est son navire-jumeau.